# 고잔항
고잔항은 경상남도 남해군 삼동면 영지리, 영지마을 인근에 있는 어항이다. 2002년 8월 6일 어촌정주어항으로 지정하여 관리하고 있다. 시설관리자는 남해군수이다.

## 어항 연혁
- 옛날에 선영골이 있었으며, 선영골 약초가 유명하여 영지(靈芝)라 유래되었으며, 곶(串)의안마을이라는 뜻으로 곶안이라 부르기도 하고, 사방 주위가 화초처럼 보인다 하여 고잔으로 유래되었다.

## 어항 시설
- 선착장 L=166m, B=5.0m

## 주요 어종
- 전어, 도다리, 낙지, 주꾸미, 멸치 등